# جيم كالدر
جيم كالدر (بالإنجليزية: Jim Calder)‏ هو لاعب كرة قدم بريطاني، ولد في 29 يوليو 1960 في Grantown-on-Spey ‏ في المملكة المتحدة. لعب مع نادي إنفرنيس.